# Sopubia latifolia
Sopubia latifolia är en snyltrotsväxtart som beskrevs av Adolf Engler. Sopubia latifolia ingår i släktet Sopubia och familjen snyltrotsväxter. Inga underarter finns listade i Catalogue of Life.